# Scorpiothyrsus shangszeensis
Scorpiothyrsus shangszeensis är en tvåhjärtbladig växtart som beskrevs av Chieh Chen. Scorpiothyrsus shangszeensis ingår i släktet Scorpiothyrsus och familjen Melastomataceae. Inga underarter finns listade i Catalogue of Life.